# Michael Christodoulos
Ne doit pas être confondu avec Mikhaíl Khristodoúlou Moúskos.
Michael Christodoulos, né le 11 janvier 1997 est un coureur cycliste chypriote.

## Palmarès sur route

### Par année
- 2013
  -  Champion des Balkans du contre-la-montre juniors[1]
- 2014
  -  Champion de Chypre du contre-la-montre juniors
  - 2e du championnat de Chypre sur route juniors
- 2015
  -  Champion de Chypre sur route juniors
  -  Champion de Chypre du contre-la-montre juniors
- 2016
  - 3e du championnat de Chypre sur route espoirs

### Classements mondiaux
| Année           | 2016   |
| --------------- | ------ |
| UCI Europe Tour | 1 889e |

## Palmarès en VTT
- 2015
  -  Champion de Chypre de cross-country juniors